# Asplenium tryonii
Asplenium tryonii är en svartbräkenväxtart som beskrevs av Donovan Stewart Correll. Asplenium tryonii ingår i släktet Asplenium och familjen Aspleniaceae. Inga underarter finns listade.